# Medetera adjaniae
Medetera adjaniae är en tvåvingeart som beskrevs av Gosseries 1989. Medetera adjaniae ingår i släktet Medetera och familjen styltflugor. Arten är reproducerande i Sverige. Inga underarter finns listade i Catalogue of Life.